# Archipiélago cuyano
El archipiélago cuyano, las islas cuyanas o el archipiélago de Cuyo es un grupo de cerca de 45 islas en el archipiélago malayo, situadas al noreste de la isla filipina de Palawan. Se encuentra al sur de Mindoro y entre el norte de Palawan y Panay. La isla más grande e importante del archipiélago, es la isla de Cuyo, con un área de 57 km²(22 millas2) y que posee cerca de 9 millas (14 kilómetros) de largo.
Las 45 islas e islotes del archipiélago tienen una superficie total de 130 km² cuadradas (50 millas2). Cuyo está dividido en dos grupos de islas. Al norte esta el grupo Quiniluban y al sur se encuentra el grupo de Cuyo, donde los centros de los tres municipios, a saber, Cuyo, Agutaya y Magsaysay se encuentran.
Geológicamente, las islas están relacionadas con la principal isla de Palawan. Están posicionadas en el extremo oeste del Arco de Luzón. Cuyo es una isla es volcánica. Las islas del norte de Quiniluban parecen ser levantadas a partir de atolones de coral, a pesar de que las alturas de algunos de los picos sugieren elevaciones volcánicas. Muchas de las otras islas integrantes del grupo son puramente coralinas.
Cuyo se divide en tres municipios, a saber: Cuyo (sur y oeste),  Magsaysay (parte oriental) y Agutaya (zona norte). En total, unas 41.805 personas habitan en el grupo de islas Cuyo.
Algunas de las islas principales, o grupos de islas, son (de norte a sur):
- Quiniluban
- Pamalican
- Manamoc
- Agutaya
- Cuyo

## Historia
A mediados del siglo XIX:

"...grupo de islitas colocadas entre la prov. de Antique y las islas de Calamianes, á las cuales pertenece; llegan hasta el número de 56, siendo la principal de ellas la Gran Cuyo. Conócense también estas islas con el nombre de islas de los Amantes; están SIT. entre los 124° 28', y 125" 1' long., 10" 40', y 11° 32' lat..."
Buzeta y Bravo, CUY-567-CUY.